# Eugène Benoist
Louis-Eugène Benoist (født 28. november 1831 i Nangis, død 23. maj 1887 i Paris) var en fransk filolog. 
Benoist studerede i Paris, beklædte dernæst stillinger som lærer ved lyceet i Marseille og ved højskolerne i Nancy og Aix, indtil han 1874 blev Patins efterfølger som professor i latinsk poesi ved Universitetet i Paris. 
Hans hovedværk er en udgave af Vergil (3 bind, 1867-72; 4. udgave 1880); desuden har han udgivet komedier af Plautus (Cistellaria, 1863, Rudens, 1864) og Terents (Andria, 1865). 
Hans store udgaver af Catul (1878, 2 bind) blev ikke fuldendt. Endelig har han leveret et Nouveau dictionnaire français-latin (1885) og adskillige skoleudgaver af klassikere. 
Benoist besad ikke blot en smagfuld fremstilling og et sundt omdømme, men tillige solid filologisk dannelse og grundigt kendskab til den nyere tyske filologi, og han har derved haft betydning for udviklingen af den klassiske filologi i Frankrig.